# Sakurako Ogyū
Sakurako Ogyū (jap. 大給 桜子, Ogyū Sakurako; * um 1960) ist eine japanische Jazzpianistin.
Sakurako Ogyū spielte 1979 bei Shoji Suzuki, mit dem erste Aufnahmen entstanden ((New) Suzukake No Michi). 1981 nahm sie mit einem gemeinsam mit der Vibraphonistin Kiyoko Ami geleiteten Quartett (mit Yasuhisa Akutsu und Takaaki Nishikawa) ihr Debütalbum Message from a Sheep auf, auf dem sie Jazzstandards wie „On Green Dolphin Street“, „Over the Rainbow“ und „You and the Night and the Music“ interpretierte. 1982 folgte das Trioalbum Ballad Night (Carnival, mit Satoshi Kosugi, Bass, und Takaaki Nishikawa, Schlagzeug), mit populären Jazznummern wie „My Funny Valentine“, „’Round About Midnight“ und „Whisper Not“. 1984 begleitete sie den Sänger Toshio Oida und nahm mit Isoo Fukui und Takaaki Nishikawa ihr drittes Album Star Mythology auf.
Bei einem New-York-Aufenthalt entstand 1985 mit Marc Johnson und Jeff Williams die Trio-Produktion My Tender City. Ogyūs letztes Album Deep in Autumn war der Livemitschnitt zweier  Konzerte, die sie 1990/91 mit Mabumi Yamaguchi, Mitsuaki Furuno und George Ōtsuka in der Tohoseimei Hall in Tokio gab.  Im Bereich des Jazz listet sie der Diskograf Tom Lord zwischen 1979 und 1991 bei acht Aufnahmesessions.